# Ликин, Шеппард Чёрч
Шеппард Чёрч Ликин (англ. Sheppard Church Leakin, 1790, Балтимор, Мэриленд — 20 ноября 1867) — мэр Балтимора с 5 ноября 1838 года по 2 ноября 1840 года.

## Биография
Шеппард Чёрч Ликин родился в 1790 году в Гованстауне, штат Мэриленд (ныне Балтимор). Его предки эмигрировали из Нортумберленда, Англия, в 1684 году и приобрели поместье на реке Патапско.
Ликин поступил на службу в 38-й пехотный полк. Участвовал в обороне Балтимора и битве при Норт-Пойнте во время англо-американской войны. Работал печатником и был владельцем книжного магазина в Феллс-Пойнте. Был издателем газеты Baltimore Chronicle, работая вместе с Сэмюэлем Барнсом. Также был президентом Canton Company.
Ликин баллотировался на пост шерифа округа Балтимор как республиканец. Служил шерифом с 1821 по 1824 год. Ликин баллотировался на пост губернатора как виг. Он стал мэром Балтимора 5 ноября 1838 года и служил до 2 ноября 1840 года, проиграв выборы мэра Сэмюэлю Брэди. Во время его правления был открыт канал Саскуэханна и Тайдуотер и завершено строительство железной дороги от Балтимора до Йорка, штат Пенсильвания.
В 1862 году Ликин стал генерал-майором Первой лёгкой дивизии Мэрилендского ополчения.

## Личная жизнь
Ликин женился на Маргарет Доббин. У них было двое детей, Джордж А. и Шеппард А. Его сын, Джордж Армистед Ликин, был преподобным в округе Балтимор.
Ликин умер 20 ноября 1867 года в своём доме в Спринг-Хилл в округе Балтимор.

## Память
Улица Ликин в Балтиморе, расположенная на земле, ранее принадлежавшей Canton Company, была названа в честь Ликина. Гвинс Фолз Ликин Парк был назван в честь внука Ликина и расположен недалеко от места, где жил Ликин.